# PSR B1919+21

PSR B1919+21 är en pulsar i stjärnbilden Räven, med perioden 1,3373 sekunder. Den upptäcktes av den nordirländska astrofysikern Jocelyn Bell och den engelske radioastronomen Antony Hewish den 28 november 1967 och var den först upptäckta radiopulsaren. Styrkan och regelbundenheten hos signalerna fick det hela att likna en utomjordisk signalfyr, vilket ledde till att radiokällan fick smeknamnet LGM-1 (efter engelskans "Little Green Men", dvs. ”små gröna män”).
Pulsaren fick ursprungligen designationen CP 1919', vilket bildas av Cambridge Pulsar RA 19° 19.